# IN THE MIRROR
『IN THE MIRROR』（イン・ザ・ミラー）は、2015年7月8日に発売された山根康広23枚目のシングル。発売元は日本クラウン。

## 概要
前作「CLOUD 9」から3年ぶりとなるシングルはNHKラジオ第1『ユアソング』の2015年6・7月放送曲に選ばれ、「八月の詩」以来9年ぶりとなる日本クラウンからの発売となった。

## 収録曲
全曲共通　作詞・作曲・編曲：山根康広
1. IN THE MIRROR（3:46）[2]
2. WALKERS（5:52）[2]
3. IN THE MIRROR （Instrumental）（3:46）[2]
4. WALKERS （Instrumental）（5:50）[2]